# Michel Darbellay
Michel Darbellay (21 de Agosto de 1934 (Orsières) † 11 de Junho de 2014 (Martigny), é um alpinista] e guia de alta montanha suíço sobretudo  conhecido por ter realizado a primeira ascensão em solitário da face norte do Eiger.
Come cineasta realizou 1965 "Le Petit Clocher du Portalet" com Michel Vaucher

## Biografia
Michel Darbellay pratica um montanhismo clássico entre os 15-22 anos. Reconhecido como um alpinista extremamente rápido - Coluna Bo em 12 hora, de Fletschhorn nos Alpes peninos em três horas e Aiguille Noire de Peuterey em seis horas.
É em Verbier que exerce a profissão de guia de alta montanha e de  Monitor de esqui e a partir de 1964 efectua diversas expedições às grandes montanhas do mundo. A Placa de l'Amône (Dalle de l'Amône) é citada no no. 5 dos 100 mais belas corridas de montanha.

## Ascensões
- 1952 - Placa de l'Amône no Vale Ferret, pela via Darbellay com o seu irmão Daniel.
- 1963 - Face norte do Eiger, primeira em solitário pela via Heckmair,[2] a 2 e 3 de Agosto août.[3]
- 1967 - Petit Clocher du Portalet, via Esprit de Clocher com . Frotte.
- 1967 - Piz Badile, numa primeira invernal com Paolo Armando, Camille Bournissen, Gianni Calcagno, Alessandro Gogna, Daniel Troillet.
- 1970 - La Barme, um monólito a oest de Verbier, pela face sul, via La Diagonale, com Ami Giroud.

## Expedições
- 1964 - Himalaya
- 1965 - Kilimanjaro
- 1965 - Kenya
- 1967 - Gronelandia
- 1968 - Monte McKinley